# Рудий Ігор Антонович
Ігор Антонович Рудий (нар. 21 вересня 1971, с. Струсів, нині Україна) — український музикант, композитор. Заслужений артист України (2007). Брат Романа Рудого.

## Життєпис
Ігор Рудий народився 21 вересня 1971 року в селі Струсові, нині Микулинецької громади Тернопільського району Тернопільської области України.
Закінчив Тернопільське музичне училище (1990), Київський інститут культури (1996).
Від 1992 року співпрацює з українськими і закордонними виконавцями: Тамарою Гвердцителі, Андрієм Данилком, Валерієм Меладзе, Віктором Павліком, Тарасом Петриненком, Тамарою Повалій, Софією Ротару та іншими.
Від 1999 — артист-соліст Національної радіокомпанії України. Записав 6 компакт-дисків. Гастролював у Бельгії, Італії, Німеччині, Норвегії, Канаді, Пд. Кореї, США, РФ, Японії та інших країнах.

## Нагороди і відзнаки
- Заслужений артист України (20 березня 2007) — за значний особистий внесок у розвиток національної культури, вагомі творчі здобутки і високий професіоналізм та з нагоди Всеукраїнського дня працівників культури і аматорів народного мистецтва[1];
- гранпрі, приз глядацький симпатій міжнародних фестивалів «Музика світу» (2002, Італія), «Мости любові» (2004, м. Чикаго, США);
- неофіційний титул «Золотий саксофон України».